# تواز (بديع)

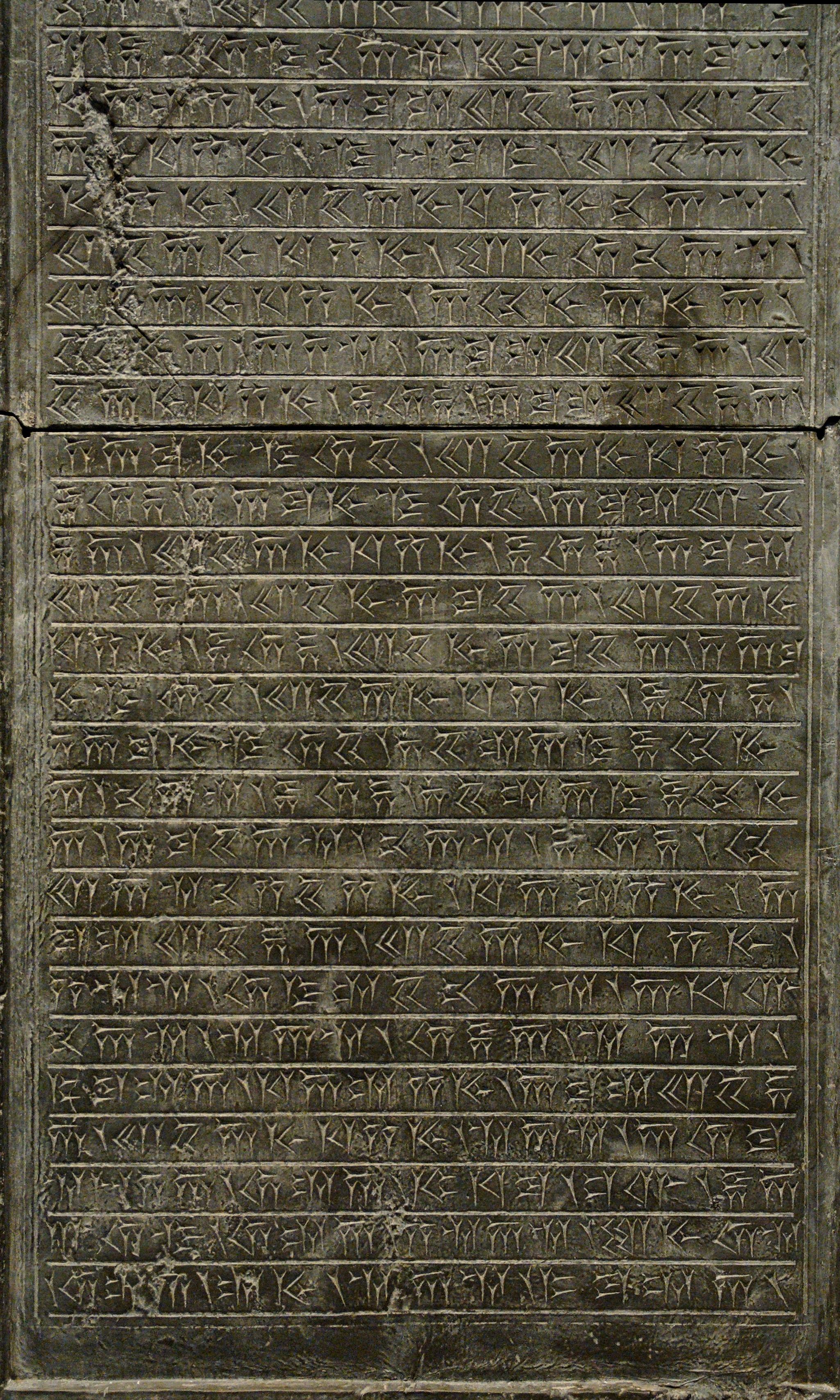

المتوازي هو السجع الذي لا يكون في إحدى القرينتين، أو أكثر، مثل ما يقابله من الأخرى، وهو ضد الترصيع، مختلفين في الوزن والتقفية نحو﴿فِيهَا سُرُرٌ مَرْفُوعَةٌ ۝١٣ وَأَكْوَابٌ مَوْضُوعَةٌ ۝١٤﴾ [الغاشية:13–14] أو في الوزن فقط، نحو:﴿وَالْمُرْسَلَاتِ عُرْفًا ۝١ فَالْعَاصِفَاتِ عَصْفًا ۝٢﴾ [المرسلات:1–2]، أو في التقفية فقط، كقولنا حصل الناطق والصامت، وهلك الحاسد والشامت أو لا يكون لكل كلمة من إحدى القرينتين مقابل من الآخر،نحو ﴿إِنَّا أَعْطَيْنَاكَ الْكَوْثَرَ ۝١ فَصَلِّ لِرَبِّكَ وَانْحَرْ ۝٢﴾ [الكوثر:1–2].
وبعبارة أخرى وهو أن تتفق اللفظة الأخيرة من القرينة أي الفقرة مع نظيرتها في الوزن والروي. ومنه قول النبي اللهم أعط منفقا خلفا وأعط ممسكا تلفا. ومنه قول الحريري في المقامات ألجأني حكم دهر قاسط إلى أن أنتجع أرض واسط، وقوله: وأودى بي الناطق والصامت، ورثى لي الحاسد والشامت. ومن أمثلته شعرا قول المتنبي

فنحن في جذل والروم في وجل
والبر في شغل والبحر في خجل